# Southern Vectis
«Southern Vectis» — крупнейший автобусный оператор острова Уайт. Входит в подразделение «Go South Coast» компании «Go-Ahead Group».

## История
Компания существует с 1921 года, однако получила своё настоящее название «Southern Vectis» в 1929 году, после покупки компанией «Southern Railway». В 1965 году «Southern Vectis» стала частью государственной компании «National Bus Company». В конце 1980-х «Southern Vectis» была приватизирована и в 2005 приобретена компанией «Go-Ahead Group».

## Маршруты
Тринадцать регулярных маршрутов.:
- 1. Ньюпорт — Сент Мэрис Хоспитал — Нордвуд — Каус-Парк-энд-Райд — Каус.
- 2. Ньюпорт — Блэкуотер — Мерстоун — Годсхилл — Шанклин — Лэйк — Брэдинг — Райд.
- 3. Ньюпорт — Блэкуотер — Мерстоун — Годсхилл — Вроксолл — Вентнор — Аппер Бончёрч — Шанклин — Лэйк — Брэдинг — Райд.
- 4. Ист-Каус — Уиппингем — Уоттон — Фишборн — Бинстэд — Райд.
- 5. Ньюпорт — Уиппингем — Ист-Каус.
- 6. Ньюпорт — Гэткомб — Чэйл — Блэкгэнг Чайн — Найтон — Уитуэлл — Сент Лоуренс — Вентнор.
- 7. Ньюпорт — Карисбрук — Шалфлит — Крэнмор — Ярмут — Тотланд — Алум Бэй.
- 8. Ньюпорт — Стаплерс — Робин Хилл — Арретон — Амазон Уорлд — Уинфорд — Лэйк — Сандаун — Яверленд — Бембридж — Сент Хеленс — Сивью — Райд.
- 9. Ньюпорт — Стаплерс — Уоттон — Фишборн — Бинстэд — Райд.
- 12. Ньюпорт — Карисбрук — Брайстон — Фрешуотер — Тотланд
- 25. Ньюпорт — Уиппингем — Ист-Каус. Три раза в день по будням.
- 37. Райд — Бинстэд — Райд.
- 38. Ньюпорт — Карисбрук — Ньюпорт.

Прогулочные маршруты:
- Даунс Тур: Райд — Куарр Аббей — Уоттон — Робин Хилл — Арретон — Амазон Уорлд — Ньючёрч — Райд
- Нидлс Тур: Ярмут — Афтон Парк — Фрэшуотэр — Нидлс — Тотланд — Ярмут
- Айлэнд Костер: Райд — Бембридж — Уайтклифф Бэй — Сандаун — Шанклин — Вентнор — Блэкгэнг Чайн — Фрэшуотэр — Димбола Лодж — Алум Бэй — Ярмут.

Кроме регулярных и прогулочных маршрутов автобусы компании принимают участие в развозке школьников и посетителей крупных общественных мероприятий.

## Парк
В общей сложности компания использует более ста автобусов, каждый из которых либо был куплен новым, либо переведён из парка соседних компаний, также входящих в «Go-Ahead Group». В парке одноэтажные, двухэтажные автобусы, автобусы с открытым верхом, школьные автобусы и другие.